# ライフデザイン科
ライフデザイン科（らいふでざいんか）は、後期中等教育の課程のうち、家庭に関する専門教育を行っている学科。

## おもな設置校
- 静岡県立田方農業高等学校ライフデザイン科
- 作新学院高等学校ライフデザイン科（旧家政科→生活科学科を経て）
- 中村女子高等学校2年次から進学コース・ライフデザインコースを選択
- 鹿児島県立枕崎高等学校ライフデザイン系列
- 大阪府立柴島高等学校総合学科ライフデザイン系列
- 山口県立熊毛北高等学校ライフデザイン科
- 愛媛県立小松高等学校ライフデザイン科
- 栃木県立鹿沼南高等学校ライフデザイン科
- 奈良県立磯城野高等学校ライフデザイン科
- 長野県屋代南高等学校 - 被服科をライフデザイン科に改組
- 岐阜県立岐阜城北高等学校ライフデザインコース
- 岩手県立紫波総合高等学校ライフデザイン
- 清心女子高等学校専門コースライフデザインコース
- 栃木県立鹿沼南高等学校ライフデザイン科
- 石川県立金沢向陽高等学校ライフデザイン系
- 埼玉県立秩父農工科学高等学校ライフデザイン科
- 宮崎県立都城農業高等学校ライフデザイン科
- 海南市立下津女子高等学校ライフデザイン科
- 常磐高等学校 (群馬県)総合コース　ライフデザイン科
- 神戸野田高等学校ライフデザイン系列
- 長崎県立川棚高等学校ライフデザインコース - 「服飾手芸」や「調理」などの科目を学習する
- 久留米市外三市町高等学校組合立三井中央高等学校普通科総合コース・ライフデザインコース